# Chiesa dei Santi Cosma e Damiano (Montesegale)
La chiesa dei Santi Cosma e Damiano è la parrocchiale di Montesegale, in provincia di Pavia e diocesi di Tortona; fa parte del vicariato di Varzi.

## Storia
La prima citazione di una chiesa a Montesegale risale al 1523 ed è contenuta in un Catalogo da cui s'apprende che dipendeva dalla pieve di San Zaccaria di Godiasco.
Questa situazione è confermata dalle relazioni delle visite pastorali compiute tra i secoli XVI e XVII e dagli atti relativi ai sinodi diocesani che ebbero luogo nel 1646, nel 1659 e nel 1673.
La parrocchiale venne ricostruita nel XVIII secolo in stile neoclassico; nel 1742 il vescovo di Tortona Giulio Resta, compiendo la sua visita, trovò che i fedeli ammontavano a 354, che il reddito annuale era pari a 360 lire e che la chiesa dei Santi Cosma e Damiano, avente come filiali gli oratori pubblici di Sant'Andrea apostolo, di San Giovanni Battista e della Madonna del Borianco, era sede delle compagnie del Santissimo Sacramento e del Santissimo Rosario.
Nel XIX secolo si provvide a riedificare la facciata; la chiesa è poi menzionata nello Stato diocesi di Tortona del 1820 e nei documenti riguardanti il sinodo indetto nel 1843 dal vescovo Giovanni Negri.
Agli inizi del Novecento l'antico campanile, giudicato pericolante, venne demolito e in sua sostituzione fu eretto tra il 1914 e il 1924 quello nuovo; la chiesa venne poi adeguata alle norme postconciliari negli anni settanta.

## Descrizione

### Esterno
La facciata a capanna della chiesa, che volge a settentrione, è scandita da quattro lesene tuscaniche sorreggenti la trabeazione, recante la scritta "Divis martiribus S. Cosmæ et Damiano", e il frontone e presenta centralmente il portale d'ingresso timpanato e una finestra a tutto sesto.
Annesso alla parrocchiale è il campanile a pianta quadrata, la cui cella presenta su ogni lato una monofora ed è coronata dalla guglia piramidale poggiante sul tamburo a base ottagonale.

### Interno
L'interno dell'edificio si compone di un'unica navata, sulla quale si affacciano le due cappelle laterali introdotte da archi a tutto sesto e le cui pareti sono scandite da lesene sorreggenti la cornice aggettante sulla quale si imposta la volta a botte; al termine dell'aula si sviluppa il presbiterio, delimitato da balaustre e chiuso dall'abside semicircolare.